# ラムシュタイン空軍基地会議

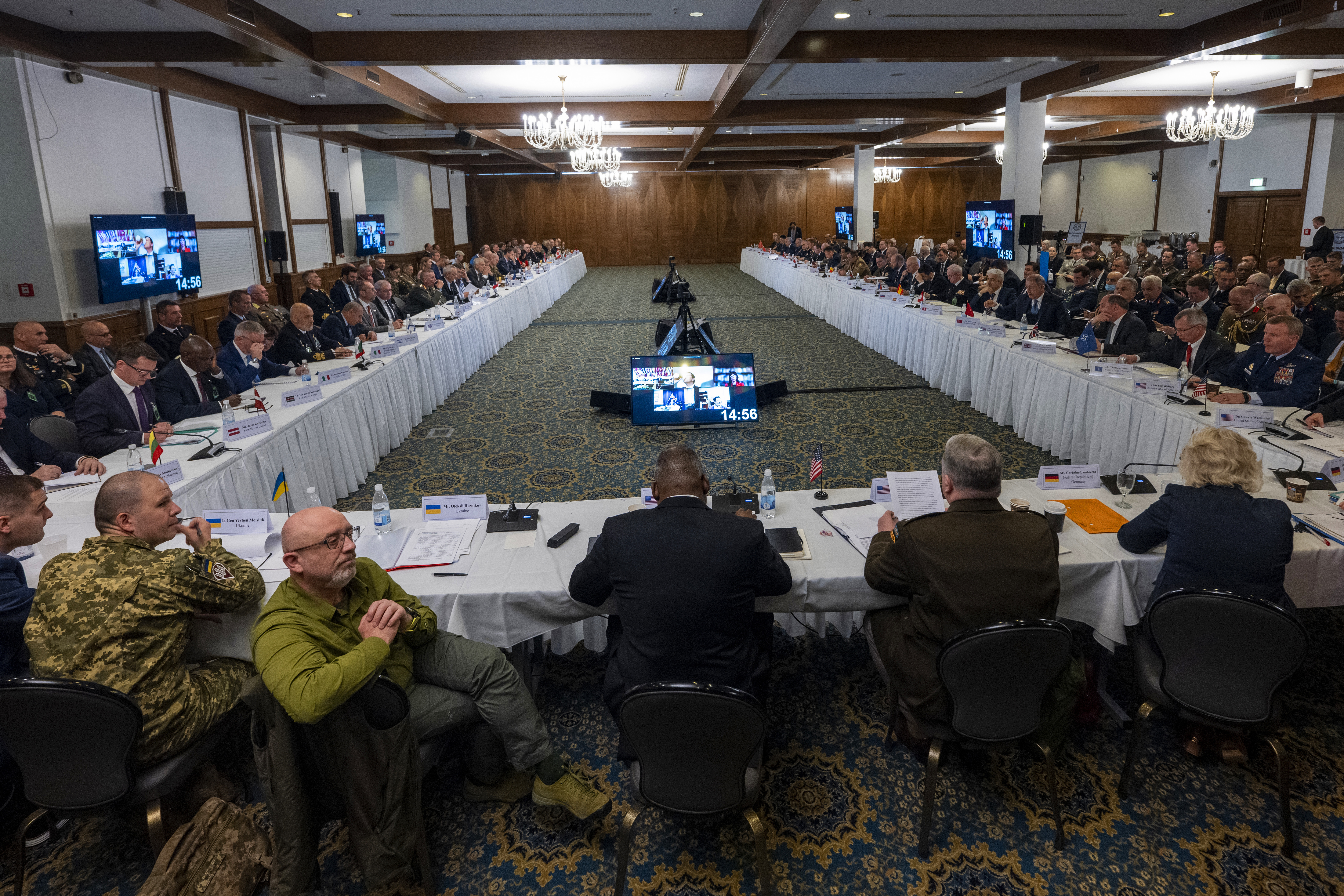
2022年ラムシュタイン会議

ラムシュタイン空軍基地会議（ラムシュタインくうぐんきちかいぎ）は、2022年4月26日にアメリカがドイツのラムシュタイン空軍基地で開催した国際会議。会議の目的はロシアのウクライナ侵攻、特にウクライナの防衛能力についての議論及び戦後を含めたウクライナへの更なる支援の約束および調整を行う事であった。40か国以上の代表者と国防高官が出席しており、その大半がNATOとEUの両方またはいずれかの加盟国であるが、アフリカとアジアの国も含まれている。
この会議はウクライナ防衛諮問グループ、通称「ウクライナ防衛コンタクトグループ」の一部である。

## 参加国と出席者
この会合にはNATO加盟国と非加盟国を含む40か国以上が出席し、NATOとEUの両方またはいずれか一方に加盟する全ての国が参加した。イスラエルやカタールなどの一部の国の代表者も会合に参加したが、公式の参加国リストには掲載されなかった。ワシントン・ポストによると、日本やケニア、チュニジアなどのNATO非加盟国が含めることは、「ヨーロッパとその同盟を越えてウクライナへの実質的かつ象徴的な支援を拡大する取り組みの一環」であるという。その他の非NATOと非EUの参加国にはオーストラリア、ヨルダン、リベリア、モロッコ、ニュージーランド、韓国が含まれる。
この会合は通知から一週間以内に開催された。NATOの後援で開催されていないにもかかわらず、NATO事務総長のイェンス・ストルテンベルグが出席することになっていたが、風邪のため出席できなかった。大半の国が会合の場に赴いた一方で、日本と韓国はオンラインで参加した。

## 要人の出席
- ウクライナ – オレクシー・レズニコウ国防相、 イェウヘン・モイシュク中将

### NATO加盟国
- NATO – トーマス・ゴッファス（英語版）事務局長補佐
- アルバニア – ニコ・ペレシ（英語版）国防相
- ベルギー – ルドヴィヌ・デドンデ（英語版、フランス語版）国防相
- ブルガリア – ステファン・ヤネフ（英語版）国防相
- カナダ – アニタ・アナンド国防相
- クロアチア – マリオ・バノジッチ（英語版）国防相
- チェコ – ヤナ・チェルノホバー（英語版）国防相
- デンマーク – モーテン・ボドスコフ（英語版）国防相
- エストニア – カッレ・ラーネット（英語版）国防相
- フランス – フロランス・パルリ軍事大臣
- ドイツ – クリスティーネ・ランブレヒト国防相
- ギリシャ – ニコラオス・パナギオトプロス（英語版）国防相
- ハンガリー – ベンクー・ティボル（英語版）国防相
- アイスランド – ソルディス・コルブルン・ギルヴァドッティル（英語版）外相
- イタリア – ロレンツォ・グエリーニ（英語版）国防相、ジュゼッペ・カーボ・ドラゴーネ（イタリア語版）提督
- ラトビア – アルティス・パブリクス（英語版）副首相兼国防相
- リトアニア – アルビーダス・アヌシャウスカス（英語版）国防相
- ルクセンブルク – フランソワ・バウシュ（英語版）国防相
- モンテネグロ – ラシュコ・コニェヴィッチ（英語版）国防相
- オランダ – カイサ・オロングレン（英語版）国防相
- 北マケドニア共和国 – スラヴヤンカ・ペトロフスカ（英語版）国防相
- ノルウェー – ビョルン・アリルド・グラム（英語版）国防相
- ポーランド – マリウシュ・ブワシュチャク（英語版）国防相
- ポルトガル – ヘレナ・カレイラス（英語版）国防相
- ルーマニア – バシレ・ドゥンク（英語版）国防相
- スロバキア – ヤロスラフ・ナド（英語版）国防相
- スロベニア – マテイ・トニン（英語版）国防相
- スペイン – マルガリータ・ロブレス国防相
- トルコ – フルシ・アカル（英語版）国防相
- イギリス – ベン・ウォーレス国防相、ティモシー・フレイザー（英語版）海軍大将
- アメリカ – ロイド・オースティン国防長官、マーク・ミリー統合参謀本部議長、 トッド・ウォルターズ（英語版）将軍、セレステ・ウォランダー（英語版）国防総省次官補

### アジア太平洋パートナー
- オーストラリア – ピーター・ダットン国防相
- 日本 –  岸信夫防衛大臣
- ニュージーランド – ペーニ・ヘナレ（英語版）国防相
- 韓国 – 徐旭国防部長官

### 中東パートナー
- イスラエル – ドロール・シャローム（wikidata）国防省軍政局長[9]
- ヨルダン – ビシェル・アル＝ハサーウネ首相兼国防相
- カタール – ハーリド・ビン・ムハンマド・アル・アティーヤ（英語版）国防相

### アフリカパートナー
- ケニア – Jonah Mwangi中将
- リベリア – ダニエル・ジアンカーン国防相
- モロッコ – アブデルディフ・ルディ（英語版）首相付国防管理担当特命大臣
- チュニジア – ファルハット・ホルシャニ（英語版）国防相

## 会合
会合で、ウクライナは同国の防衛の必要性を概説したと言われている。ドイツやカナダを含むいくつかの国は、ウクライナに重火器を新たに送ることをラムシュタイン会議で発表した。
数日前にキーウを訪問した会議の主催者ロイド・オースティン米国防長官は、「訪問は私の切迫感を強調しただけであり、それは私たち全員が共有していることを知っている」と語り、「これから我々がウクライナの目先の安全保障要件を満たせるように全力を尽くし続けていくために、今日のこのグループ全体がそれら（の要件）についての共通かつ透明性のある理解を持ってほしい」と述べた。非公開の場で、マーク・ミリー将軍は「今後2、3、4週間がこの戦いの全体的な結果を形作るだろう」「時間はウクライナに味方しない」と述べたと報じられた。オースティンは、会議は「ウクライナがロシアの不当な侵略との戦いに勝利するのを支援し、将来の挑戦に対するウクライナの防御を構築することを目指している」と述べた上で、「隣国を脅かす能力を持たないよう、ロシアの力を弱めたい」と強調した。オースティンはまた、ロシアが支援する沿ドニエストル共和国（国際的にはモルドバの一部と承認）において、会議前日の4月25日に始まった一連の攻撃（2022年沿ドニエストル攻撃）について論評し、「それが何なのかは判然としないが、注視を続ける」と宣言した。
国内外の圧力を背景に、ラムシュタイン会合で、ドイツ国防相のクリスティーン・ランブレヒトは、ゲパルト自走対空砲が産業界の在庫からウクライナに提供される予定であると発表し、「ドイツは同盟国と共に、切実に必要としているウクライナの友人の側にしっかりと立つ」と語った。これはかつて重火器をウクライナに送ることを躊躇していたドイツの政策における大きな変化を示した。ランブレヒトはまた、ウクライナ兵がドイツ本土でゲパルトの訓練を受けると述べた。

## 余波と反応
オースティン国防長官によると、この会議はウクライナの自衛に関する月例の「コンタクトグループ」に変更される予定で、その焦点の一部は、産業分野での協力を組織し、「我々が直面している弾薬と兵器プラットフォームの凄まじい需要」に対処することである。ウクライナの防衛能力に貢献する意思があるならどの国でも参加できる予定であり、米国は今後の会議にオンライン参加する国が増えることを期待している。
会合後、ウクライナ国防相のオレクシー・レズニコウはツイッターに「我々には兵器が必要だ、最新の兵器、大量の最新の重火器」と投稿した。彼はまた、この会議を「重要な会合」で、「哲学的な構造変化が起きた」と呼んだ。
キエル大学安全保障政策研究所の非常勤フェローのマルセル・ディルサスは、ラムシュタインでのドイツの声明を、非常に渋っていたドイツからの「強いシグナル」と呼んだ。
元駐米ウクライナ大使のウォロディミル・イェルチェンコは、この会合は「反プーチン連合」の正式な設立を示したかもしれないと述べた。ウクライナの政治科学者でウクライナ・カトリック大学副学長のドミトロ・シェレンホフスキーは、この会合は国際安全保障構造の重要な変化を示したと述べた。
ユーロマイダン・プレスによると、「ある意味では、ラムシュタイン会議は、各国の指導者がグローバルなリーダーシップで責任を負う準備が徐々に高まっていることを示している」といい、また、「ラムシュタイン米空軍基地での会合は、既にウクライナにとって歴史的なものと呼ばれている」と伝えた。